# Megachile subparallela
Megachile subparallela is een vliesvleugelig insect uit de familie Megachilidae. De wetenschappelijke naam van de soort is voor het eerst geldig gepubliceerd in 1944 door Mitchell.